# ياسوهارو سوريماتشي
ياسوهارو سوريماتشي (反町 康治) (ولد 8 مارس 1964) هو لاعب كرة قدم ياباني سابق، شارك كمدرب في دورة الألعاب الاولمبية الصيفية عام 2008 في الصين.

## روابط خارجية
1. ↑  "معلومات عن ياسوهارو سوريماتشي على موقع viaf.org". viaf.org. مؤرشف من الأصل في 2019-07-27.
2. ↑  "معلومات عن ياسوهارو سوريماتشي على موقع transfermarkt.com". transfermarkt.com. مؤرشف من الأصل في 2020-02-18.
3. ↑  "معلومات عن ياسوهارو سوريماتشي على موقع id.ndl.go.jp". id.ndl.go.jp. مؤرشف من الأصل في 2019-07-27.

- ياسوهارو سوريماتشي على موقع رابطة كرة القدم اليابانية للمحترفين (اليابانية)
- ياسوهارو سوريماتشي على موقع قاعدة بيانات كرة القدم.إي يو (الإنجليزية)
- ياسوهارو سوريماتشي على موقع ناشيونال فوتبول تيمز (الإنجليزية)
- ياسوهارو سوريماتشي على موقع Soccerway.com (الإنجليزية)
- ياسوهارو سوريماتشي على موقع عالم كرة القدم.نت (الإنجليزية)
- ياسوهارو سوريماتشي على موقع أوليمبيديا (الإنجليزية)